# TIFA
TIFA (англ. TRAF interacting protein with forkhead associated domain) – білок, який кодується однойменним геном, розташованим у людей на 4-й хромосомі. Довжина поліпептидного ланцюга білка становить 184 амінокислот, а молекулярна маса — 21 445.
| 10         |  | 20         |  | 30         |  | 40         |  | 50         |
| ---------- |  | ---------- |  | ---------- |  | ---------- |  | ---------- |
| MTSFEDADTE |  | ETVTCLQMTV |  | YHPGQLQCGI |  | FQSISFNREK |  | LPSSEVVKFG |
| RNSNICHYTF |  | QDKQVSRVQF |  | SLQLFKKFNS |  | SVLSFEIKNM |  | SKKTNLIVDS |
| RELGYLNKMD |  | LPYRCMVRFG |  | EYQFLMEKED |  | GESLEFFETQ |  | FILSPRSLLQ |
| ENNWPPHRPI |  | PEYGTYSLCS |  | SQSSSPTEMD |  | ENES       |  |            |

A: Аланін

C: Цистеїн

D: Аспарагінова кислота

E: Глутамінова кислота

F: Фенілаланін

G: Гліцин

H: Гістидин

I: Ізолейцин

K: Лізин

L: Лейцин

M: Метіонін

N: Аспарагін

P: Пролін

Q: Глутамін

R: Аргінін

S: Серин

T: Треонін

V: Валін

W: Триптофан